# Łutowiec
Łutowiec (früher auch Ultowiec, Oltowiec, Holtowiec) ist eine Ortschaft mit einem Schulzenamt der Landgemeinde Niegowa im Powiat Myszkowski der Woiwodschaft Schlesien in Polen.

## Geschichte

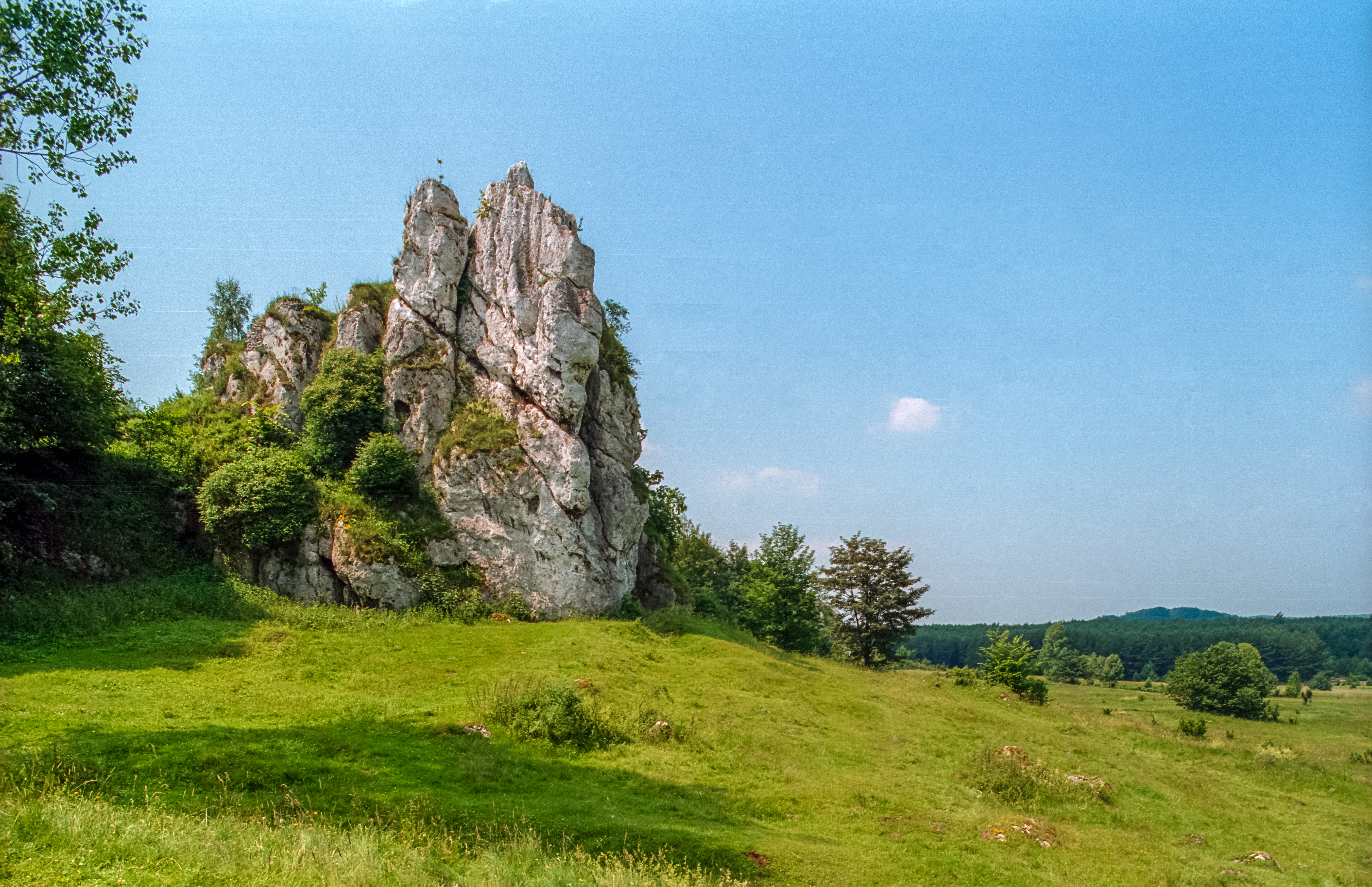
Überreste des Wachtturm Łutowiec der Adlerhorst-Burgen im Krakau-Tschenstochauer Jura

Der Ort wurde im Jahr 1487 als Wlthovyecz urkundlich erwähnt. Der Name, der vom Personennamen *Ult, Olt (≤ deutsch Alt) abgeleitet ist, entwickelte sich durch Oltowyecz (1490), Holtowicze (1518) zu Lutowiec (1661), obwohl im Jahr 1680 noch Ultowiec (Metathese).
Politisch gehörte der Ort zum Königreich Polen (ab 1569 in der Adelsrepublik Polen-Litauen), Woiwodschaft Krakau. Nach der dritten Teilung Polens von 1795 bis 1807 gehörte das Dorf zu Neuschlesien. 1807 kam es ins Herzogtum Warschau und 1815 ins neu entstandene russisch beherrschte Kongresspolen.
Nach dem Ende des Ersten Weltkriegs kam Łutowiec zu Polen, Woiwodschaft Kielce. Unterbrochen wurde dies nur durch die Besetzung Polens durch die Wehrmacht im Zweiten Weltkrieg. Es gehörte dann zum Generalgouvernement.
Von 1975 bis 1998 gehörte Łutowiec zur Woiwodschaft Częstochowa.